# Карчери
Карчери је насеље у Италији у округу Падова, региону Венето.
Према процени из 2011. у насељу је живело 748 становника. Насеље се налази на надморској висини од 8 м.

## Становништво
| 1951. | 1961. | 1971. | 1981. | 1991. | 2001. | 2011. |
| ----- | ----- | ----- | ----- | ----- | ----- | ----- |
| 2.675 | 1.995 | 1.699 | 1.623 | 1.528 | 1.524 | 1.600 |